# Рохтлаан, Пауль Леопольдович
Па́уль Леопо́льдович Ро́хтлаан (эст. Paul Rohtlaan; 10 января 1930 — 4 апреля 2020) — капитан теплохода Эстонского пароходства, Герой Социалистического Труда (1963).

## Биография
Родился Пауль Рохтлаан 10 января 1930 года в городе Тапа Эстонии в семье рабочего-железнодорожника. Эстонец. 
В 19 лет Пауль Леопольдович окончил в Эстонской ССР судоводительское отделение Таллинского мореходного училища, после чего работал на различных судах Эстонского морского пароходства. В 1959 году был назначен на должность капитана теплохода «Ян Креукс», на котором проработал 4 года. С 1963 года — капитан теплохода «Кыпу».
За высокие трудовые успехи и вклад в развитие морского транспорта 9 августа 1963 года Рохтлаану Паулю Леопольдовичу Указом Президиума Верховного Совета СССР присвоено звание Героя Социалистического Труда с вручением ордена Ленина и золотой медали «Серп и Молот».
В 1969 году получил второе образование, закончив заочное отделение судоводительского факультета Ленинградского высшего инженерного морского училища имени Адмирала Макарова. В 1970 году Пауль Леопольдович был переведён на должность заместителя начальника Эстонского морского пароходства по мореплаванию. На этой должности Рохтлаан оставался в течение 16 лет, до 1986 года, после чего в течение трёх лет он являлся представителем организации «Совфрахт» в Дании, а затем, до выхода на пенсию в 1990 году, работал начальником спасательного подцентра.
После выхода на пенсию Пауль Рохтлаан жил в Эстонии, в Таллине.
Умер 4 апреля 2020 года.

## Память
- Упоминается в книге эстонского писателя Юрия Ястаса «Это вам, романтики!»[1].

## Награды
- медаль «Серп и Молот» Героя Социалистического Труда
- ордена Ленина
- значок «Почетному работнику морского флота»